# Nicrophorus morio
Nicrophorus morio es una especie de escarabajo enterrador del género Nicrophorus, categorizada en la tribu Nicrophorini, de la subfamilia Nicrophorinae. Fue descrita por Gebler en 1817.

## Distribución
Se distribuye por Europa: Rusia y Asia: Afganistán, China, Irán, Kazajistán, Kirguistán, Mongolia, Turkmenistán y Uzbekistán.